# Plan de Guadalupe, Chiapas
Plan de Guadalupe är en ort i Mexiko.   Den ligger i kommunen Motozintla och delstaten Chiapas, i den sydöstra delen av landet, 900 km sydost om huvudstaden Mexico City. Plan de Guadalupe ligger 597 meter över havet och antalet invånare är 180.
Terrängen runt Plan de Guadalupe är bergig åt sydost, men åt nordväst är den kuperad. Plan de Guadalupe ligger nere i en dal. Runt Plan de Guadalupe är det ganska tätbefolkat, med 78 invånare per kvadratkilometer. Närmaste större samhälle är Huixtla, 16,5 km sydväst om Plan de Guadalupe. I omgivningarna runt Plan de Guadalupe växer i huvudsak städsegrön lövskog.